# Laveno-Mombello

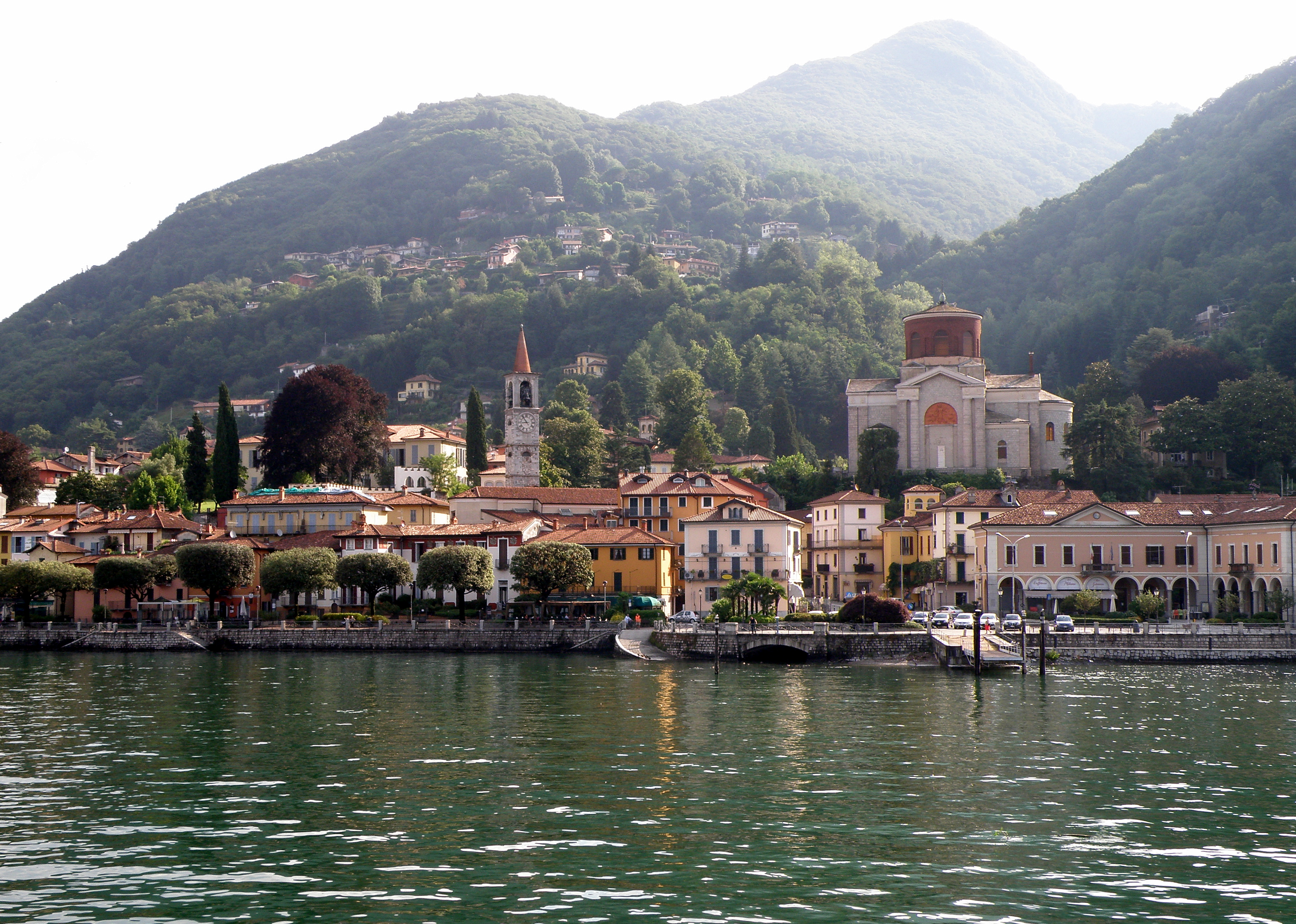
Laveno-Mombello

Laveno-Mombello es un municipio italiano de la provincia de Varese, en Lombardía. Tiene una población estimada, a fines de julio de 2021, de 8383 habitantes.

## Referencias

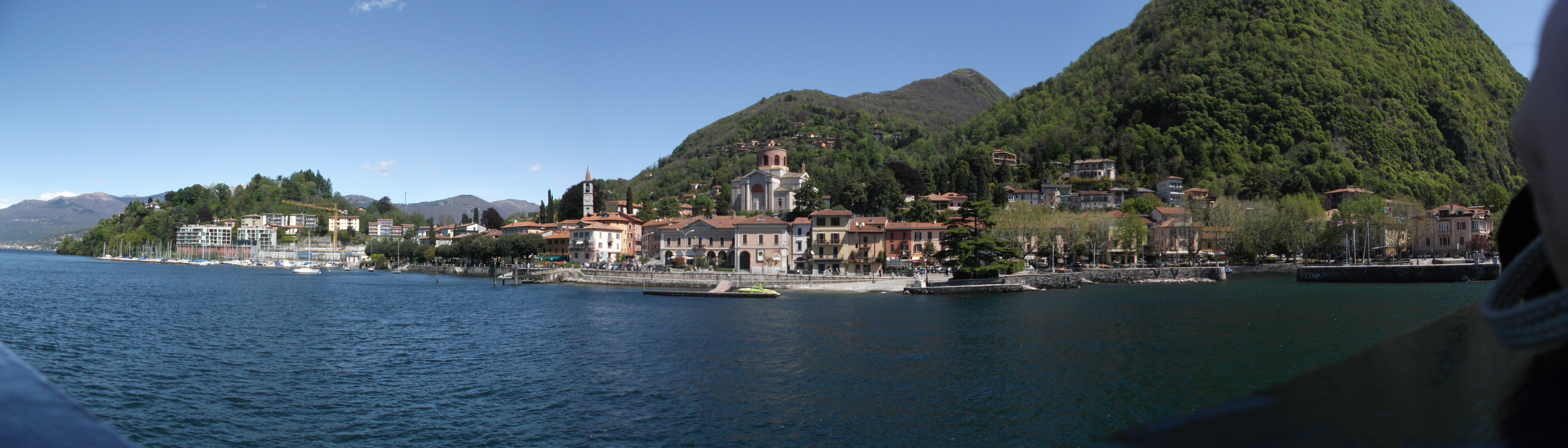
Laveno-Mombello desde el lago Maggiore

## Evolución demográfica
| Gráfica de evolución demográfica de Laveno-Mombello entre 1861 y 2021 |
|                                                                       |
| Fuente ISTAT - elaboración gráfica de Wikipedia                       |